# Remedios Sánchez
Remedios Sánchez García (Barcelona, 4 de diciembre de  1975). Escritora, crítica literaria, investigadora y catedrática de Didáctica de la Literatura en la Universidad de Granada. Estudiosa de la poesía contemporánea en español. Académica de la Real Academia de Ciencias, Bellas Letras y Nobles Artes de Córdoba.

## Trayectoria
Remedios Sánchez, licenciada y doctora en Filología Hispánica, es catedrática especialista en poesía aplicada del Departamento de Didáctica de la Lengua y la Literatura de la Universidad de Granada. En su trayectoria docente ha sido profesora invitada investigadora en distintas universidades europeas y americanas como  Oxford, Bolonia, Padua, Florida,Cambridge o La Sapienza entre otras.
Residió en Albox durante su infancia y más tarde se trasladó a Granada, en cuya universidad estudió Filología Hispánica. Igualmente allí realizó su doctorado con una tesis sobre el tema: La condición de la mujer en el intelectualismo liberal del siglo XIX: La mujer escrita en las novelas de Juan Valera.

### Docente
Integrada posteriormente  en el Departamento de Didáctica de la Literatura, Remedios Sánchez ha dirigido tesis doctorales, coordinado cursos y publicaciones, además de impartir conferencias y coordinar seminarios de verano en diferentes universidades como la Universidad Menéndez Pelayo y especialmente en la Universidad Internacional de Andalucía sobre literatura contemporánea, por ejemplo: Los poetas del Siglo XXI. Joven poesía española en la era digital.
Ha participado en congresos sobre literatura, tanto nacionales como internacionales. Sobre el proyecto Palabra heredada en el tiempo. Estéticas y tendencias en la poesía española contemporánea (1980-2015) podemos decir que  uno de sus objetivos fue la edición de una obra plural, reflejo de todas las tendencias poéticas y donde participaron 35 autores y especialistas de España, Latinoamérica y Estados Unidos. Esta obra coordinada por Sánchez fue publicada por la editorial AKAL, los autores intervinientes, que se reunieron en Granada en fueron: Jorge Galán, Luis García Montero, Luis Antonio de Villena, Antonio Hernández, Olvido García Valdés, Jorge Riechmann, Teresa Gómez, Antonio Jiménez Millán, Juan García Única, Ricardo Bellveser, Antonio Garrido Moraga, Javier Bozalongo, Antonio Orihuela, Manuel Gahete Jurado, Antonio Enrique, Mariluz Escribano, Manuel Rico, Alí Calderón, Allen Josephs, Fernando Valverde, Raquel Lanseros, Pablo García Casado, Sergio Arlandis, José Cabrera Martos, Alicia Aza, Juan Carlos Abril, Daniel Rodríguez Moya, Pedro Larrea, Francisco Morales Lomas, José Sarria y Juan José Téllez Rubio.

Remedios Sánchez opina sobre la situación de la poesía:
La buena poesía es una sola, la que interesa al lector, a pesar de los enfrentamientos. Hay autores valiosos en todas las tendencias estéticas pasadas y presentes, desde los años ochenta hasta ahora y este congreso es el reflejo de ello 
La docencia  forma parte de su estudio y lo puso de manifiesto en la publicación coordinada junto con Ana María Ramos García: Compromiso docente y realidad educativa Retos para el maestro del siglo XXI .

### Investigadora
Sus investigaciones han versado sobre novelística del siglo XIX y sobre la poesía española escrita a partir de 1927, en particular, sobre las poetas españolas invisibilizadas por el canon patriarcal, temática en la que es una de las máximas expertas en España.  Ha publicado numerosos artículos en algunas de las principales revistas especializadas como Bulletin Hispanique, Bulletin of Spanish Studies, Ínsula, Cuadernos Hispanoamericanos entre otras.
Es miembro del Grupo de Investigación Didáctica de la Lengua y la Literatura y responsable de la línea Literatura del canon aplicada al aula.
Fue coordinadora de Aula de Investigación del Centro de Estudios Periodísticos de la Fundación Andaluza de la Prensa.
En 2022 editó la Poesía Completa de Mariluz Escribano en la colección "Letras Hispánicas" de Ediciones Cátedra.

### Otras actividades
- En el año 2017 fue nombrada académica de la Real Academia de Ciencias, Bellas Letras y Nobles Artes de Córdoba. Su discurso de presentación como académica llevaba por  título: El papel del narrador en las novelas de don Juan Valera. El caso del ‘amigo’ don Juan Fresco.[1]

- Ha sido vicepresidenta de la Asociación Colegial de Escritores de España (ACE) entre 2015 y 2019 y actualmente es Consejera y vicepresidente de la Sección Autónoma de Andalucía.
- Desde marzo de 2022 es Presidenta de la Asociación Andaluza de Escritores y Críticos Literarios (AAECL) después de haber ejercido como Secretaria General del colectivo desde 2014. Igualmente Sánchez es experta  en poesía andaluza escrita por mujeres. En concreto, obra suya ha sido el rescate de autoras hoy imprescindibles como Mariluz Escribano, a quien ha definido como la gran poeta de la concordia civil y de la reconciliación. Igualmente, sus trabajos sobre Elena Martín Vivaldi, Juana Castro,Raquel  Lanseros o Julia Uceda son especialmente reconocidos y valorados.
- Pertenece al patronato de la  Fundación Pública Andaluza Rodríguez-Acosta, dependiente de la Consejería de Cultura y Patrimonio Histórico.[12]
- Es asimismo codirectora del Festival Internacional de Poesía de Granada, uno de los eventos literarios más importantes de España.[13]

## Escritora
Como escritora y como especialista en poesía contemporánea ha participado como autora, editora y coordinadora de numerosas publicaciones.

### Libros
Autora
- Así que pasen treinta años: Historia interna de la poesía española contemporánea 1950-2017. (2018)
- Nuevas poéticas y redes sociales: Joven poesía española en la era digital. (2018)

- Mi nombre es Federico: entre los juncos y la baja tarde ¡qué raro que me llame Federico!. (2015)
- Humanismo solidario: poesía y compromiso en la sociedad contemporánea. (2014)
- Juan Valera en la encrucijada : pensamiento, estética e ideología en la literatura del siglo XIX. (2013)
- Medios de comunicación en el aula. Enfoques y perspectivas de trabajo. (2012)
- Valera, ingenio y mujer, el imaginario femenino en las novelas de Juan Valera. (2009)
- Las actitudes de las escritoras ante el intelectualismo inmovilista del Siglo XIX: Emilia Pardo Bazán frente a Carolina Coronado. (2006)
- La condición de la mujer en el intelectualismo liberal del siglo XIX. (2005)

Coautora, editora y coordinadora:
- Así que pasen treinta años: Historia interna de la poesía española. (2018)
- El canon abierto: última poesía en español (1970-1985); Remedios Sánchez García; selección de poemas de Anthony L. Geist;(2015)
- La construcción de la identidad pedagógica española: entre la Institución Libre de Enseñanza y las Escuelas del Ave María. (coord.) (2015)
- También se muere el mar: Variaciones sobre el universo lorquiano; edición de Juan Carlos Abril & Remedios Sánchez García. (2014)
- Nuevas poéticas y redes sociales: Joven poesía española en la era digital. (2012)
- Variaciones sobre la lluvia (antología de la poesía de Elena Martín Vivaldi). coeditora. (2012)

### Revistas
Remedios Sánchez ha sido colaboradora habitual de publicaciones científicas y de crítica literaria, tanto en tareas de dirección como con artículos científicos o columnista, tales como:
- Directora de Poéticas. Revista de estudios literarios.
- Directora adjunta de Entre Ríos. Revista de Artes y Letras.
- Elvira. Revista de Estudios Filológicos (que codirige desde su fundación en 2001).
- Humanitas.
- Moenia. Revista lucense de Literatura y Lingüística.
- Bulletin Hispanique.
- Bulletin of Hispanic Studies.
- Analecta Malacitana.
- Álabe. Revista de investigación sobre lectura y escritura.
- Cuadernos Hispanoamericanos.
- Anuario de Estudios Filológicos.
- Hispania.
- Es columnista fija del diario Ideal.desde 2002 y de Zenda desde 2020.

## Premios y reconocimientos
- Premio Meridiana 2025 de la Junta de Andalucía (categoría "Iniciativas de Producción Cultural que promueven el valor de la Igualdad"). https://www.ideal.es/miugr/catedratica-ugr-remedios-sanchez-recibe-premios-meridiana-20250326134859-nt.html https://www.youtube.com/watch?v=kesDcerTvrE
- VII Premio de Artículos Periodísticos del CGA. 2008[11]
- Premio Valera en 2001, con la obra Juan Valera en la encrucijada. Pensamiento, estética e ideología en la Literatura del siglo XIX.